# 貯水槽より、三人
「貯水槽より、三人」（ちょすいそうより さんにん）は、2004年9月にリリースされた彩冷えるのデビューシングルである。発売元はSPEED DISK。

## 解説
彩冷えるインディーズデビューシングルとして2000枚限定で発売された。
2008年には「合鍵」が再録されてSHOXX WAVEの付録になっている。

## 収録曲
1. しこさほこ [4:42]
  - 作詞・作曲：涼平
  - 曲名は「新婚さん香港」の「ん」を外したもの。
2. 合鍵 [3:48]
  - 作詞・作曲：葵
3. ビッツ-圧縮-ロール [5:06]
  - 作詞・作曲：涼平
  - ギターソロでJ.S.バッハ作曲の『2つのヴァイオリンのための協奏曲』から第1楽章の旋律が引用されている。
  - その他、曲中の「バッハのドッペル流れる店内」という歌詞の「バッハ」の部分を歌わずに、BACH主題を鳴らすことでバッハを表現している（そして「ドッペル」は「2つのヴァイオリンのための協奏曲」の通称である）。